# Xã Wacouta, Quận Goodhue, Minnesota
Xã Wacouta (tiếng Anh: Wacouta Township) là một xã thuộc quận Goodhue, tiểu bang Minnesota, Hoa Kỳ. Năm 2010, dân số của xã này là 386 người.